# 1000 km del Nürburgring 1956

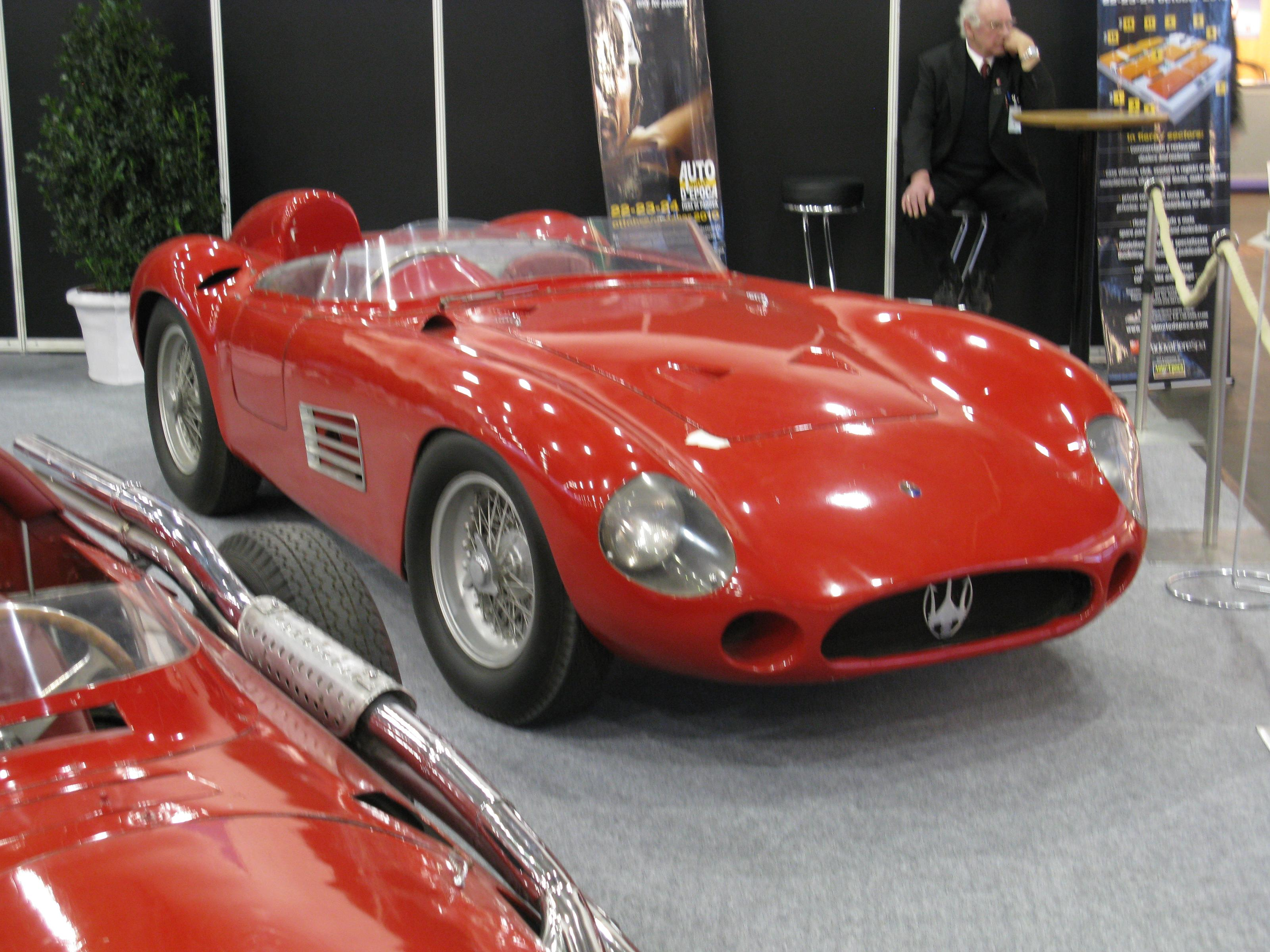
La Maserati 300S vincitrice della gara

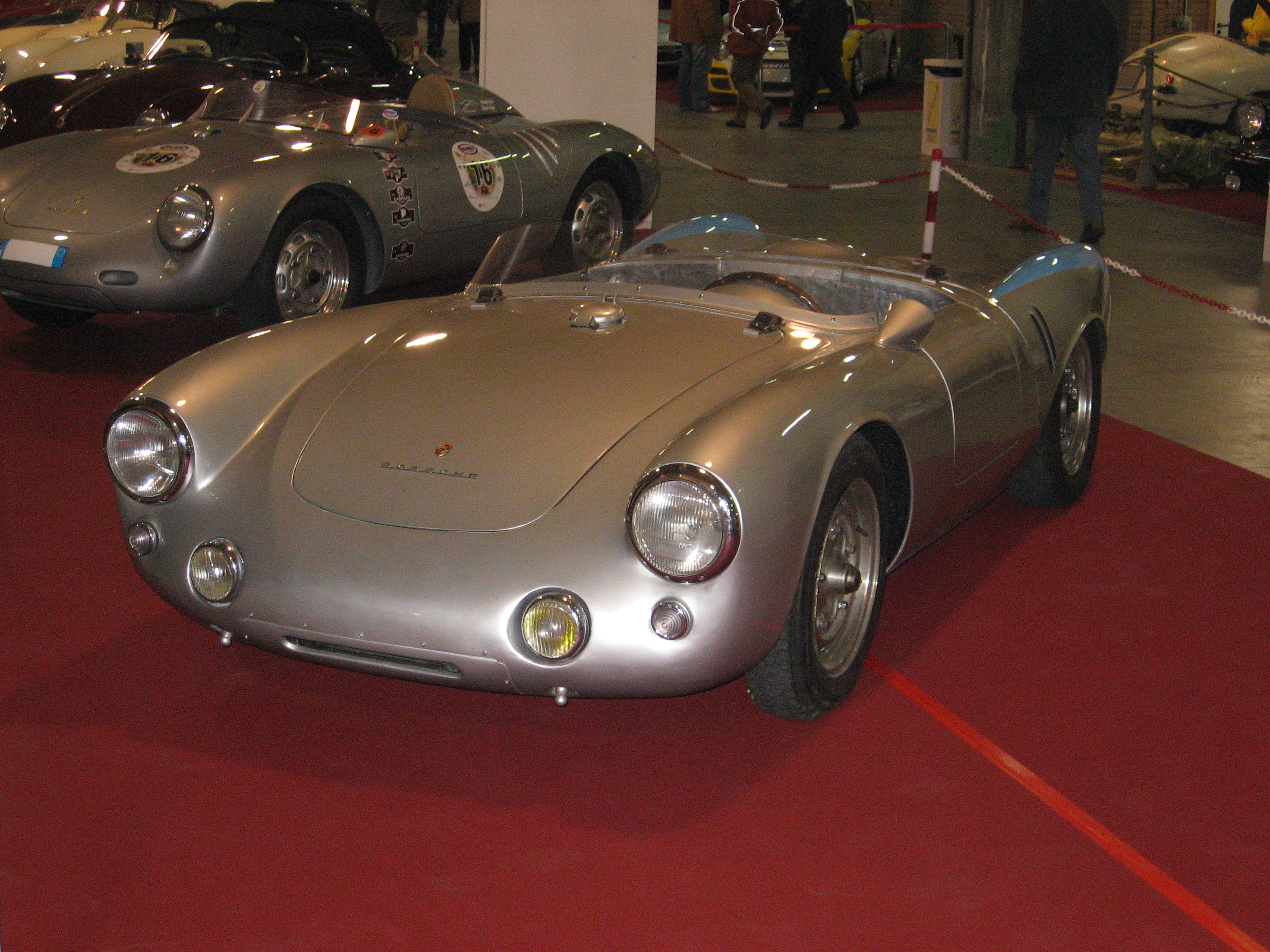
La Porsche 550 RS, vincitrice della Classe S 1.5

La 1000 km del Nürburgring 1956, nota anche come 2. Internationales ADAC 1000 Kilometer Rennen, Weltmeisterschaftslauf für Sportwagen auf dem Nürburgring, si è svolta il 27 maggio sul circuito del Nürburgring Nordschleife (Germania Ovest), oltre che quarto appuntamento del Campionato mondiale vetture sport 1956 e secondo appuntamento dell'edizione 1956 del Campionato tedesco Sport Prototipi. Si trattava della prima edizione dell'evento dopo essere stato eliminato dal campionato (la sua prima edizione è stata nel 1953). Era anche il secondo appuntamento del Campionato Tedesco Sport Prototipi.

## Vigilia
Il Campionato mondiale vetture sport 1956 era iniziato nel gennaio di quell'anno con la 1000 km di Buenos Aires, che conclusasi con la vittoria di Stirling Moss e Carlos Menditéguy su una Maserati 300S. Prima della gara al Nürburgring si sono svolti altri due eventi del Campionato mondiale, ovvero la 12 Ore di Sebring, disputata a marzo, e vinta da Juan Manuel Fangio ed Eugenio Castellotti sulla 860 Monza della Scuderia Ferrari e la Mille Miglia che, a differenza della 24 Ore di Le Mans, faceva parte anch'essa del Campionato del mondo del 1956. La gara di 1000 miglia attraverso l'Italia valse alla Ferrari una tripletta di vittorie, guidata da Castellotti sulla Ferrari 290 MM.
Nel campionato mondiale, la Ferrari era in testa con 22 punti, davanti alla Maserati con 10.

## Gli Iscritti
In totale, 71 auto da corsa sono state iscritte a questo evento, di cui 61 arrivate per le prove e le qualifiche. Reduci dal loro dominio alla Mille Miglia, arrivarono due vetture ufficiali della Scuderia Ferrari e delle Officine Alfieri Maserati: la squadra di Maranello arriva con quattro auto, due 860 Monza e due  290 MM. La coppia da battere era quella formata da Juan Manuel Fangio ed Eugenio Castellotti alla guida della più potente 860 Monza, vettura spinta da un motore 4 cilindri da 3,4 litri, che sviluppava 280 CV. I loro rivali modenesi, che avevano 12 punti di vantaggio prima dell'evento, avevano bisogno di una vittoria per riaprire il Campionato Costruttori. Per questo, arrivano al Nürburgring con quattro auto, due 300S, più una 350S e una 150S. I loro piloti più importanti, guidati dal giovane inglese Stirling Moss, erano alla guida delle 300S con un motore 6 cilindri da 3,0 litri più piccolo, ma che produceva comunque 245 CV.
| No. | Squadra                   | Auto              | Pilota 1                     | Pilota 2                      |
| --- | ------------------------- | ----------------- | ---------------------------- | ----------------------------- |
| T   | Officine Alfieri Maserati | Maserati 350S     | Piero Taruffi                |                               |
| 1   | Scuderia Ferrari          | Ferrari 860 Monza | Juan Manuel Fangio           | Eugenio Castellotti           |
| 1T  | Scuderia Ferrari          | Ferrari 860 Monza | Eugenio Castellotti          |                               |
| 2   | Scuderia Ferrari          | Ferrari 860 Monza | Alfonso de Portago           | Olivier Gendebien             |
| 3   | Scuderia Ferrari          | Ferrari 290 MM    | Luigi Musso                  | Maurice Trintignant           |
| 4   | Scuderia Ferrari          | Ferrari 290 MM    | Phil Hill Alfonso de Portago | Ken Wharton Olivier Gendebien |
| 5   | Officine Alfieri Maserati | Maserati 300S     | Stirling Moss                | Jean Behra                    |
| 6   | Officine Alfieri Maserati | Maserati 300S     | Piero Taruffi Jean Behra     | Harry Schell Stirling Moss    |
| 7   | Jaguar Cars Ltd.          | Jaguar D-Type     | Mike Hawthorn                | Desmond Titterington          |
| 8   | Jaguar Cars Ltd.          | Jaguar D-Type     | Paul Frère                   | Duncan Hamilton               |
| 8T  | Jaguar Cars Ltd.          | Jaguar D-Type     | Paul Frère                   | Duncan Hamilton               |
| 9   | David Brown               | Aston Martin DB3S | Peter Collins                | Tony Brooks                   |
| 10  | David Brown               | Aston Martin DB3S | Peter Walker                 | Roy Salvadori                 |
| 11  | John de Puy               | Maserati 300S     | Ken Wharton                  | Emmanuel de Graffenried       |
| 12  | Officine Alfieri Maserati | Maserati 350S     | Cesare Perdisa               | Robert Manzon                 |

| No. | Squadra                   | Auto               | Pilota 1                | Pilota 2            |
| --- | ------------------------- | ------------------ | ----------------------- | ------------------- |
| 20  | Porsche                   | Porsche 550 RS     | Wolfgang von Trips      | Umberto Maglioli    |
| 21  | Porsche                   | Porsche 550 RS     | Richard von Frankenberg | Hans Herrmann       |
| 26  | VEB                       | AWE R3/55          | Edgar Barth             | Arthur Rosenhammer  |
| 27  | VEB                       | AWE R3/55          | Paul Thiel              | Egon Binner         |
| 29  | Officine Alfieri Maserati | Maserati 150S      | Francesco Giardini      | André Pilette       |
| 30  | Officine Alfieri Maserati | Maserati 150S      | Francesco Giardini      | André Pilette       |
| 31  | Monte Carlo Sport         | Osca MT4 1500      | Louis Chiron            | Gigi Villoresi      |
| 33  | Beels Racing              | Maserati 150S      | Hans Tak                | Henk van Zalinge    |
| 34  | Michael May               | Porsche 550 Spyder | Michael May             | Pierre May          |
| 35  | Franco-Brittanique        | Kieft 1100-Turner  | Georges Trouis          | Harry Merkel        |
| 36  | Karl Busch                | Porsche 550 Spyder | Karl Busch              | Karl Schwaneberg    |
| 37  | Isabelle Haskell          | Maserati 150S      | Giuseppe Musso          | Walter Monaco       |
| 38  | Isabelle Haskell          | Maserati 150S      | Carlo Tomasi            | Alejandro de Tomaso |

| No. | Squadra                | Auto               | Pilota 1              | Pilota 2                |
| --- | ---------------------- | ------------------ | --------------------- | ----------------------- |
| 40  | Theo Helfrich          | Porsche 550 Spyder | Theo Helfrich         | Peter Nöcker            |
| 41  | Wolfgang Seidel        | Porsche 550 Spyder | Wolfgang Seidel       | Helm Glöckler           |
| 42  | Ernst Lautenschlager   | Porsche 550 Spyder | Ernst Lautenschlager  | Heinz Fischer           |
| 43  | Friedrich Kretschmann  | Porsche 550 Spyder | Friedrich Kretschmann | Sepp Liebl              |
| 44  | Ecurie Francorchamps   | Porsche 550 Spyder | Christian Goethals    | Freddy Rousselle        |
| 45  | Gotfrid Köchert        | Porsche 550 Spyder | Mathieu Hezemans      | Carel Godin de Beaufort |
| 46  | Richard W. Fitzwilliam | MG A               | Dick Fitzwilliam      | Robin Carnegie          |
| 47  | William C. Buff        | Porsche 550 Spyder | William Buff          | Gotfrid Köchert         |

| No. | Squadra             | Auto                 | Pilota 1                  | Pilota 2                         |
| --- | ------------------- | -------------------- | ------------------------- | -------------------------------- |
| T   | Scuderia Ferrari    | Ferrari 250 GT       | Peter Collins Luigi Musso | Mike Hawthorn Juan Manuel Fangio |
| 50  | Fritz Riess         | Mercedes-Benz 300 SL | Fritz Riess               | Victor Rolff                     |
| 52  | Erwin Bauer         | Mercedes-Benz 220 S  | Erwin Bauer               | Willi Heeks                      |
| 53  | Rainer Günzler      | Mercedes-Benz 300 SL | Rainer Günzler            | Helmut Retter                    |
| 54  | Hans-Joachim Zimmer | Mercedes-Benz 300 SL | Hans-Joachim Zimmer       | Heinz Jacobi                     |
| 55  | Armando Zampiero    | Mercedes-Benz 300 SL | Armando Zampiero          |                                  |
| 56  | Bengt O. Martenson  | Mercedes-Benz 220 S  | Bengt Martenson           | Wittigo von Einsiedel            |
| 57  | Günther Isenbügel   | Ford Thunderbird     | Günther Isenbügel         | Helmut Rathjen                   |

| No. | Squadra              | Auto                          | Pilota 1             | Pilota 2                |
| --- | -------------------- | ----------------------------- | -------------------- | ----------------------- |
| 60  | Rolf-Friedrich Götze | Porsche 356 Carrera           | Rolf-Friedrich Götze | Heinrich Sauter         |
| 61  | Max Nathan           | Porsche 356 A Carrera 1500 GS | Max Nathan           | Gert Kaiser             |
| 62  | Ludwig Blendl        | Porsche 356 Carrera           | Ludwig Blendl        | Dieter Lissmann         |
| 63  | Hans-Georg Plaut     | Porsche 356 Carrera           | Helmut Zick          | Hans-Georg Plaut        |
| 64  | W. H. Wittmann       | Porsche 356 1600S             | Wilhelm Wittmann     | Walter Hampel           |
| 65  | Helmut Schülze       | Porsche 356 Carrera           | Helmut Schülze       | Joaquim Felipe Nogueira |
| 66  | Ernst Seiler         | Porsche 356 Carrera           | Ernst Seiler         | Hans Wirz               |
| 67  | Meute                | Porsche 356 1500 Super        | Heini Buess          | Franz Hammernick        |
| 68  | Olof Persson         | Porsche 356 A Carrera 1500 GS | Olof Persson         | Harald Kronegard        |

| No. | Squadra            | Auto                    | Pilota 1           | Pilota 2               |
| --- | ------------------ | ----------------------- | ------------------ | ---------------------- |
|     | Hartmuth Oesterle  | Porsche 356             | Siegfried Günther  |                        |
| 70  | Richard Trenkel    | Porsche 356             | Richard Trenkel    | Helmut Niedermayr      |
| 71  | Erich Hofmann      | Porsche 356             | Paul-Ernst Strähle | Paul Denk              |
| 72  | Helmut Deutenberg  | Porsche 356             | Helmut Deutenberg  | Heinz-Gerd Jäger       |
| 73  | Josef Jeser        | Porsche 356             | Josef Jeser        | Manfred Elmenhorst     |
| 74  | Karl Falk          | Porsche 356             | Karl Falk          | Albert Joch            |
| 75  | Alfred Kling       | Porsche 356             | Alfred Kling       | Edmund Graf            |
| 76  | Helmut Busch       | Porsche 356             | Helmut Busch       | Horst Bös              |
| 77  | Sepp Greger        | Porsche 356             | Joseph Greger      | Harald von Saucken     |
| 78  | Hartmuth Oesterle  | Porsche 356             | Hartmuth Oesterle  | Siegfried Günther      |
| 80  | Helmut Felder      | Alfa Romeo Giulietta SV | Helmut Felder      | Heinz Endemann         |
| 81  | Jo Bonnier         | Alfa Romeo Giulietta SV | Jo Bonnier         | Herbert MacKay-Fraser  |
| 82  | Meute              | Alfa Romeo Giulietta SV | Marcel Stern       | Louis Noverraz         |
| 83  | Walter Ringgenberg | Alfa Romeo Giulietta SV | Walter Ringgenberg | Heini Walter           |
| 84  | Mediolanum         | Alfa Romeo Giulietta SV | Alfranco Pagani    | Pietro Cagnana         |
| 85  | Kurt Zeller        | Alfa Romeo Giulietta SV | Kurt Zeller        | Wolfgang Bieling       |
| 86  | Adolf-Werner Lang  | Alfa Romeo Giulietta SV | Adolf-Werner Lang  | Kurt Kuhnke            |
| 87  | Piero Carini       | Alfa Romeo Giulietta SV | Piero Carini       | Franco Bordoni-Bisleri |
| 88  | Gilberte Thirion   | Alfa Romeo Giulietta SV | Gilberte Thirion   | Ada Pace               |

## Qualifiche
Le qualifiche si sono svolte in tre sessioni per un totale di 1.590 minuti, suddivise nelle tre precedenti la gara. La Ferrari 860 Monza di Fangio ha conquistato la pole position, con una velocità media di 84,534 mph sul circuito di 14,173 miglia. Si è trattato di un tempo sul giro incredibile, soprattutto se confrontato con quello fatto registrare dal compagno di squadra Luigi Musso sulla più lenta 290 MM, che era di ben tre secondi più lento. Il vincitore della pole del '53 era di nuovo in pole, dopo aver dato a tutti una lezione su come guidare la curva 174 del tracciato. Al termine della sessione finale, la Ferrari si era assicurata i primi tre posti, con la 300S di Moss e Jean Behra al quarto posto. La prima vettura non italiana, la Jaguar D-Type di Mike Hawthorn e Desmond Titterington, si è qualificata quinta.

## Gara
Il giorno della gara sarebbe stato caldo e asciutto, con un pubblico di circa 70.000 spettatori presenti ad assistere a quella che è considerata una delle più belle vittorie di sempre della Maserati.
La partenza della 1.000 chilometri non prometteva nulla di buono per la casa modenese, nonostante Moss fosse in testa alla gara. All'undicesimo giro, dopo che Behra aveva sostituito Moss dopo il primo pit stop, la balestra trasversale posteriore della loro 300S si rompe, costringendo il francese al volante della seconda 300S, guidata da Harry Schell e Piero Taruffi, che in quel momento si trovava al terzo posto. Behra si è lanciato immediatamente all'attacco per raggiungere la Ferrari di testa di Fangio e Castellotti. La squadra ha deciso, quindi, di far salire Moss al volante. A questo punto della gara, Moss si trovava a 66 secondi dall'argentino.
Non appena Moss sale in macchina, ha iniziato a percorrere i 22 km del circuito a un ritmo che nessuno avrebbe potuto eguagliare: infatti, girava 4/5 secondi più veloce del "Maestro" Fangio. A questo ritmo, la vittoria apparentemente sicura nelle mani del duo Ferrari, è stata improvvisamente messa in dubbio. Al giro 26 dei 44 previsti, Fangio non era soddisfatto del comportamento della sua vettura, così ha fatto controllare le sospensioni dai meccanici durante il rifornimento, perdendo circa un minuto. Percependo la minaccia alla sua vittoria, Fangio ha ritardato il più possibile la consegna della vettura a Castellotti, nel tentativo di contrastare l'assalto di Moss. Tuttavia, il destino della gara era segnato: al giro 40, il "Maestro" rientra ai box per il rifornimento mentre la 300S di Moss si lancia verso una vittoria sbalorditiva.
Il gruppo vincente composto da Moss, Behra, Taruffi e Schell ha vinto la gara in 7 ore 43 minuti e 54,5 secondi, con una velocità media di 130,6 km/h. Il margine di vittoria sulla Ferrari di Fangio e di Castelloti è stato di 26 secondi, mentre il margine dall'altra Ferrari guidata da Hill, de Portago e Gendebien è stato di 10 minuti e 01,4 secondi. La tedesca Porsche si è aggiudicata il quarto posto con Wolfgang von Trips ed Umberto Maglioli, nonostante la loro 550 RS sia arrivata a quasi 20 minuti di distacco dalla Maserati. Quinta, invece, è l'Aston Martin DB3S di Peter Collins e Tony Brooks.
La gara non è terminata quando Moss ha tagliato il traguardo, ma è proseguita per un'altra ora per consentire alle altre classi di provare a completare l'intero percorso di 1000 km.
Per aggravare i problemi di Fangio, i meccanici della Ferrarihanno controllato la sua 860 Monza dopo la gara scoprendo che in realtà non aveva problemi con le sospensioni, poiché la strana maneggevolezza era stata semplicemente causata dalla pressione sbagliata degli pneumatici.

## Classifica finale
I vincitori di ogni classe sono indicati in grassetto.
| Pos | Classe    | N° | Team                      | Piloti                                                     | Telaio                        | Giri | Giri in più/Causa ritiro        |
| --- | --------- | -- | ------------------------- | ---------------------------------------------------------- | ----------------------------- | ---- | ------------------------------- |
| 1   | S +2.0    | 6  | Officine Alfieri Maserati | Piero Taruffi Harry Schell Jean Behra Stirling Moss        | Maserati 300S                 | 44   | 7:43:54.5                       |
| 2   | S +2.0    | 1  | Scuderia Ferrari          | Juan Manuel Fangio Eugenio Castellotti                     | Ferrari 860 Monza             | 44   | 7:44:20.7                       |
| 3   | S +2.0    | 4  | Scuderia Ferrari          | Phil Hill Ken Wharton Alfonso de Portago Olivier Gendebien | Ferrari 290 MM                | 44   | 7:53:55.9                       |
| 4   | S 1.5     | 21 | Porsche                   | Wolfgang von Trips Umberto Maglioli                        | Porsche 550 RS                | 44   | 8:01:45.9                       |
| 5   | S +2.0    | 9  | David Brown               | Peter Collins Tony Brooks                                  | Aston Martin DB3S             | 43   | +1 giro                         |
| 6   | S 1.5     | 20 | Porsche                   | Richard von Frankenberg Hans Herrmann                      | Porsche 550 RS                | 44   | 8:06:10.2                       |
| 7   | S 1.5     | 26 | VEB                       | Edgar Barth Arthur Rosenhammer                             | AWE R3/55                     | 43   | +1 giro                         |
| 8   | GT/T +2.0 | 56 | Bengt O. Martenson        | Bengt Martenson Wittigo von Einsiedel                      | Mercedes-Benz 300 SL          | 44   | 8:47:51.0                       |
| 9   | GT/T 2.0  | 61 | Max Nathan                | Max Nathan Gert Kaiser                                     | Porsche 356 A Carrera 1500 GS | 44   |                                 |
| 10  | GT/T 2.0  | 65 | Helmut Schülze            | Helmut Schülze Joaquim Felipe Nogueira                     | Porsche 356 Carrera           | 44   |                                 |
| 11  | GT/T 1.3  | 81 | Jo Bonnier                | Jo Bonnier Herbert MacKay-Fraser                           | Alfa Romeo Giulietta SV       | 43   | +1 giro                         |
| 12  | GT/T 1.3  | 83 | Walter Ringgenberg        | Walter Ringgenberg Heini Walter                            | Alfa Romeo Giulietta SV       | 43   | +1 giro                         |
| 13  | ser.S 1.5 | 43 | Friedrich Kretschmann     | Friedrich Kretschmann Sepp Liebl                           | Porsche 550 Spyder            | 43   | +1 giro                         |
| 14  | GT/T 1.3  | 87 | Piero Carini              | Piero Carini Franco Bordoni-Bisleri                        | Alfa Romeo Giulietta SV       | 42   | +2 giri                         |
| 15  | GT/T 2.0  | 63 | Hans-Georg Plaut          | Helmut Zick Hans-Georg Plaut                               | Porsche 356 Carrera           | 42   | +2 giri                         |
| 16  | GT/T 1.3  | 88 | Gilberte Thirion          | Gilberte Thirion Ada Pace                                  | Alfa Romeo Giulietta SV       | 42   | +2 giri                         |
| 17  | GT/T +2.0 | 53 | Rainer Günzler            | Rainer Günzler Helmut Retter                               | Mercedes-Benz 220 S           | 42   | +2 giri                         |
| 18  | GT/T 1.3  | 86 | Adolf-Werner Lang         | Adolf-Werner Lang Kurt Kuhnke                              | Alfa Romeo Giulietta SV       | 41   | +3 giri                         |
| 19  | GT/T 1.3  | 85 | Kurt Zeller               | Kurt Zeller Wolfgang Bieling                               | Alfa Romeo Giulietta SV       | 40   | +4 giri                         |
| 20  | GT/T 2.0  | 64 | W. H. Wittmann            | Wilhelm Wittmann Walter Hampel                             | Porsche 356 1600S             | 40   | +4 giri                         |
| 21  | GT/T 1.3  | 76 | Helmut Busch              | Helmut Busch Horst Bös                                     | Porsche 356                   | 40   | +4 giri                         |
| 22  | GT/T 1.3  | 77 | Sepp Greger               | Joseph Greger Harald von Saucken                           | Porsche 356                   | 40   | +4 giri                         |
| 23  | GT/T 1.3  | 78 | Hartmuth Oesterle         | Hartmuth Oesterle Siegfried Günther                        | Porsche 356                   | 40   | +4 giri                         |
| 24  | ser.S 1.5 | 45 | Gotfrid Köchert           | Mathieu Hezemans Carel Godin de Beaufort                   | Porsche 550 Spyder            | 38   | +6 giri                         |
| 25  | GT/T 1.3  | 72 | Helmut Deutenberg         | Helmut Deutenberg Heinz-Gerd Jäger                         | Porsche 356                   | 39   | +5 giri                         |
| 26  | GT/T 1.3  | 74 | Karl Falk                 | Karl Falk Albert Joch                                      | Porsche 356                   | 39   | +5 giri                         |
| SQ  | S 1.5     | 33 | Beels Racing              | Hans Tak Henk van Zalinge                                  | Maserati 150S                 | 22   | Assistenza                      |
| SQ  | S +2.0    | 2  | Scuderia Ferrari          | Alfonso de Portago Olivier Gendebien                       | Ferrari 860 Monza             | 9    | Assistenza                      |
| SQ  | ser.S 1.5 | 46 | Richard W. Fitzwilliam    | Dick Fitzwilliam Robin Carnegie                            | MG A                          | 0    | Assistenza                      |
| Rit | S +2.0    | 7  | Jaguar Cars Ltd.          | Mike Hawthorn Desmond Titterington                         | Jaguar D-Type                 | 43   | Albero motore                   |
| Rit | S +2.0    | 10 | David Brown               | Peter Walker Roy Salvadori                                 | Aston Martin DB3S             | 41   | Tubo De Dion                    |
| Rit | S 1.5     | 27 | VEB                       | Paul Thiel Egon Binner                                     | AWE R3/55                     | 29   | Motore                          |
| Rit | S 1.5     | 31 | Monte Carlo Sport         | Louis Chiron Gigi Villoresi                                | Osca MT4 1500                 | 26   | Motore                          |
| Rit | S 1.5     | 38 | Isabelle Haskell          | Carlo Tomasi Alejandro de Tomaso                           | Maserati 150S                 | 25   | Motore                          |
| Rit | S +2.0    | 5  | Officine Alfieri Maserati | Stirling Moss Jean Behra                                   | Maserati 300S                 | 19   | Molla posteriore                |
| Rit | S +2.0    | 12 | Officine Alfieri Maserati | Cesare Perdisa Robert Manzon                               | Maserati 150S                 | 12   | Asse posteriore                 |
| Rit | S +2.0    | 8T | Jaguar Cars Ltd.          | Paul Frère Duncan Hamilton                                 | Jaguar D-Type                 | 7    | Cambio                          |
| Rit | S 1.5     | 29 | Officine Alfieri Maserati | Francesco Giardini André Pilette                           | Maserati 150S                 | 7    | Sistema di alimentazione        |
| Rit | S +2.0    | 3  | Officine Alfieri Maserati | Luigi Musso Maurice Trintignant                            | Ferrari 290 MM                | 4    | Incidente                       |
| Rit | S 1.5     | 37 | Isabelle Haskell          | Giuseppe Musso Walter Monaco                               | Maserati 150S                 | 3    | Ritiro                          |
| Rit | S 1.5     | 34 | Michael May               | Michael May Pierre May                                     | Porsche 550 Spyder            | 0    | Ritiro                          |
| Rit | S 1.5     | 36 | Karl Busch                | Karl Busch Karl Schwaneberg                                | Porsche 550 Spyder            | 0    | Incidente                       |
| Rit | ser.S 1.5 | 40 | Theo Helfrich             | Theo Helfrich Peter Nöcker                                 | Porsche 550 Spyder            | 0    | Ritiro                          |
| Rit | ser.S 1.5 | 41 | Wolfgang Seidel           | Wolfgang Seidel Helm Glöckler                              | Porsche 550 Spyder            | 0    | Volante                         |
| Rit | ser.S 1.5 | 47 | William C. Buff           | William Buff Gotfrid Köchert                               | Porsche 550 Spyder            | 0    | Ritiro                          |
| Rit | GT/T +2.0 | 50 | Fritz Riess               | Fritz Riess Victor Rolff                                   | Mercedes-Benz 300 SL          | 0    | Cambio                          |
| Rit | GT/T +2.0 | 52 | Erwin Bauer               | Erwin Bauer Willi Heeks                                    | Mercedes-Benz 220 S           | 0    | Serbatoio del carburante diviso |
| Rit | GT/T +2.0 | 57 | Günther Isenbügel         | Günther Isenbügel Helmut Rathjen                           | Ford Thunderbird              | 0    | Motore                          |
| Rit | GT/T 2.0  | 62 | Ludwig Blendl             | Ludwig Blendl Dieter Lissmann                              | Porsche 356 Carrera           | 0    | Volante                         |
| Rit | GT/T 2.0  | 67 | Meute                     | Heini Buess Franz Hammernick                               | Porsche 356 1500 Super        | 0    | Cambio                          |
| Rit | GT/T 1.3  | 70 | Richard Trenkel           | Richard Trenkel Helmut Niedermayr                          | Porsche 356                   | 0    | Ritiro                          |
| Rit | GT/T 1.3  | 71 | Erich Hofmann             | Paul-Ernst Strähle Paul Denk                               | Porsche 356                   | 0    | Ritiro                          |
| Rit | GT/T 1.3  | 73 | Josef Jeser               | Josef Jeser Manfred Elmenhorst                             | Porsche 356                   | 0    | Ritiro                          |
| Rit | GT/T 1.3  | 75 | Alfred Kling              | Alfred Kling Edmund Graf                                   | Porsche 356                   | 0    | Motore                          |
| Rit | GT/T 1.3  | 80 | Helmut Felder             | Helmut Felder Heinz Endemann                               | Alfa Romeo Giulietta SV       | 0    | Ritiro                          |
| Rit | GT/T 1.3  | 82 | Meute                     | Marcel Stern Louis Noverraz                                | Alfa Romeo Giulietta SV       | 0    | Motore                          |
| Rit | GT/T 1.3  | 84 | Mediolanum                | Alfranco Pagani Pietro Cagnana                             | Alfa Romeo Giulietta SV       | 0    | Finestrino rotto                |
| NP  | ser.S 1.5 | 44 | Ecurie Francorchamps      | Christian Goethals Freddy Rousselle                        | Porsche 550 Spyder            | 0    |                                 |
| NP  | GT/T +2.0 | T  | Scuderia Ferrari          | Peter Collins Luigi Musso Mike Hawthorn Juan Manuel Fangio | Ferrari 250 GT                | 0    | Vettura di allenamento          |
| NP  | S +2.0    | T  | Officine Alfieri Maserati | Piero Taruffi                                              | Maserati 350S                 | 0    | Vettura di allenamento          |
| NP  | S +2.0    | 1T | Scuderia Ferrari          | Eugenio Castellotti                                        | Ferrari 860 Monza             | 0    | Vettura di allenamento          |
| NP  | S +2.0    | 8  | Jaguar Cars Ltd.          | Paul Frère Duncan Hamilton                                 | Jaguar D-Type                 | 0    | Incidente durante l'allenamento |
| NA  | GT/T 1.3  |    | Hartmuth Oesterle         | Siegfried Günther                                          | Porsche 356                   | 0    |                                 |
| NA  | S +2.0    | 11 | John de Puy               | Ken Wharton Emmanuel de Graffenried                        | Maserati 300S                 | 0    |                                 |
| NA  | S 1.5     | 30 | Officine Alfieri Maserati | Francesco Giardini André Pilette                           | Maserati 150S                 | 0    |                                 |
| NA  | S 1.5     | 35 | Franco-Brittanique        | Georges Trouis Harry Merkel                                | Kieft 1100-Turner             | 0    |                                 |
| NA  | ser.S 1.5 | 42 | Ernst Lautenschlager      | Ernst Lautenschlager Heinz Fischer                         | Porsche 550 Spyder            | 0    |                                 |
| NA  | GT/T +2.0 | 54 | Hans-Joachim Zimmer       | Hans-Joachim Zimmer Heinz Jacobi                           | Mercedes-Benz 300 SL          | 0    |                                 |
| NA  | GT/T +2.0 | 55 | Armando Zampiero          | Armando Zampiero                                           | Mercedes-Benz 300 SL          | 0    |                                 |
| NA  | GT/T 2.0  | 60 | Rolf-Friedrich Götze      | Rolf-Friedrich Götze Heinrich Sauter                       | Porsche 356 Carrera           | 0    |                                 |
| NA  | GT/T 2.0  | 66 | Ernst Seiler              | Ernst Seiler Hans Wirz                                     | Porsche 356 Carrera           | 0    |                                 |
| NA  | GT/T 2.0  | 68 | Olof Persson              | Olof Persson Harald Kronegard                              | Porsche 356 A Carrera 1500 GS | 0    |                                 |

## Statistiche
- Giro veloce:  Juan Manuel Fangio, 10'05"2 (135,662 km/h) (84,296 mph)

## Classifica dopo la gara

### Classifica costruttori
| Pos | Pilota        | Punti   |
| --- | ------------- | ------- |
| 1   | Maserati      | 18      |
| 2   | Ferrari       | 16 (28) |
| 3   | Aston Martin  | 5       |
| 4   | Jaguar        | 4       |
| 5   | Porsche       | 4       |
| 6   | Mercedes-Benz | 2       |

### Esplicative
1. 1 2 3  Vettura di allenamento